# Mayé
Tomás Miguel González Rodríguez (Las Palmas de Gran Canaria, España, 26 de diciembre de 1956) conocido como Mayé, es un exfutbolista español que se desempeñaba como defensa.

## Clubes
| Club                | País   | Año       |
| ------------------- | ------ | --------- |
| Las Palmas Atlético | España | 1978-1980 |
| U. D. Las Palmas    | España | 1980-1989 |